# Rubin (oficina de diseño)
Oficina Central de Diseño de Ingeniería Marina Rubin (En ruso: Центральное конструкторское бюро "Рубин", abreviado como ЦКБ "Рубин").  Una de las principales empresa rusas de diseño de submarinos tanto diésel eléctricos como nucleares. Fundada en 1901, ha estado trabajando en la Rusia de los Zares, en la Unión Soviética y en la Rusia actual. 

## Historia de la Empresa

### Primeros años

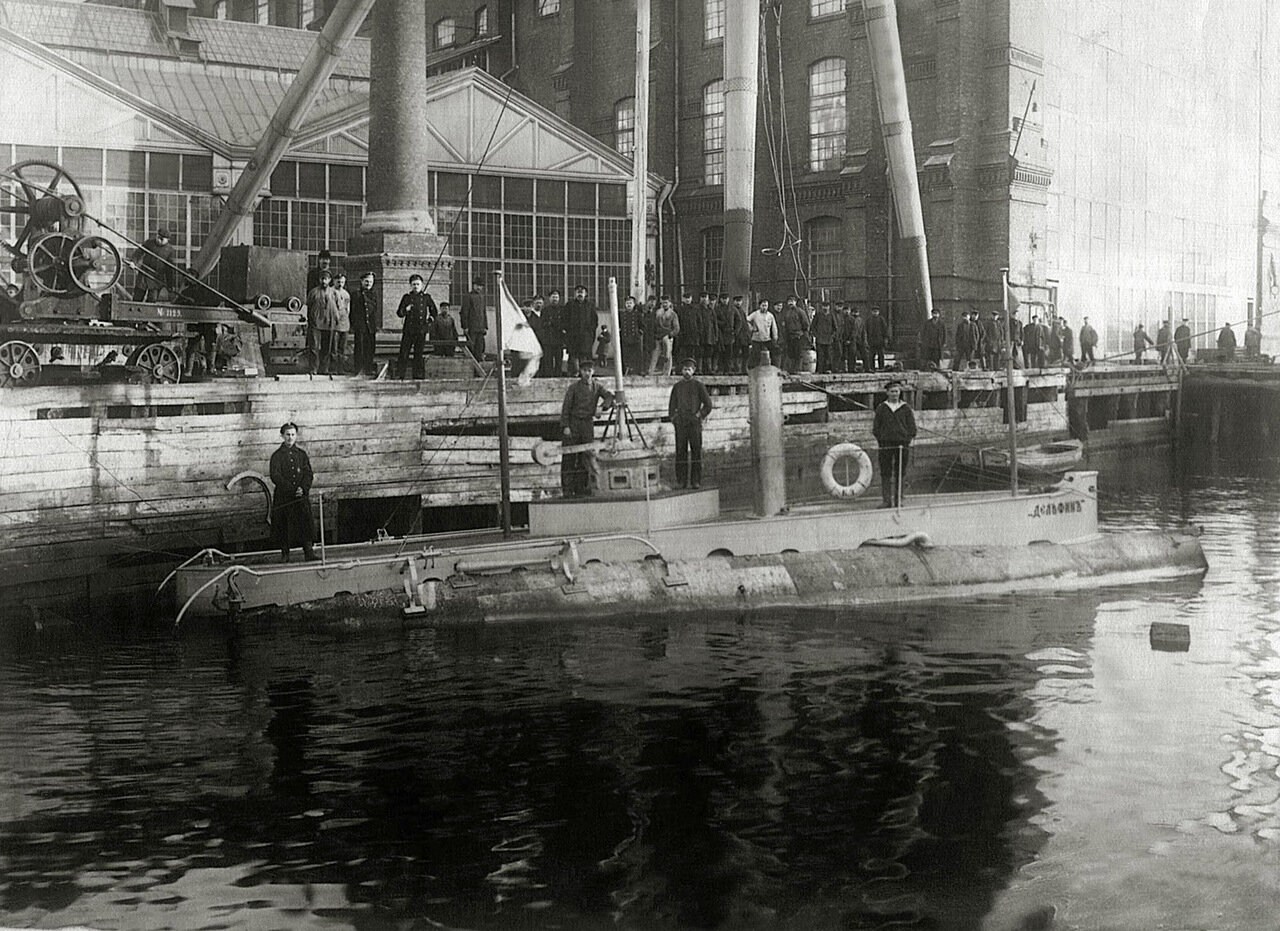
Submarino delfín

El 4 de enero de 1901, la Secretaría de Marina de Rusia asignó la tarea de diseñar un submarino de combate para la Armada rusa a tres oficiales: el teniente MN Beklemishev, el teniente E.S. Goryunov y arquitecto naval asistente sénior I.G. Bubnov, un empleado del Ministerio de Astilleros del Báltico, donde estaba previsto para llevarse a cabo la construcción de la nave. Los hombres presentaron sus diseños a la Secretaría de Marina el 3 de mayo de 1901. En el mes de julio se aprobó, y el astillero del Báltico recibió entonces la orden de construir el torpedero N.º 113 (más tarde llamado submarino de combate Delfín. Nombraron a Bubnov jefe de la Comisión de Construcción de Submarinos. Fue esta comisión la construcción que, después de múltiples transformaciones y cambios de nombre se convirtió en la Central de Diseño Dirección de Ingeniería Naval Rubin.
La construcción de los Dolphin se completó en 1903, y su éxito en las pruebas posteriores impulsó a la creación de nuevos y más avanzados tipos de submarinos. En 1918, setenta y tres submarinos de las clases Kasatka, Minoga, Akula, Morzh y Vepr se había unido a la Armada de Rusia, y cuatro más de la nueva clase mayor general Bubnov estaban en construcción. Treinta y dos de ellos fueron construidos según los diseños de IG Bubnov, que se había convertido en comandante general del Cuerpo de Ingeniero Naval y honorable profesor de la Academia de Marina Nikolayev.

### Inicio del comunismo
En 1926, la Comisión de Construcción de Submarinos se convirtió en la Oficina Técnica N.º 4, y seis años más tarde pasó a denominarse Oficina Central de Diseño de Especial de construcción naval (Militar) N.º 2, encabezada por el B.M. Malinin. Diseñó submarinos de la clase Dekabrist, clase Leninets y clase Shchuka. Otro hito de la época sucedió en 1935, cuando el ingeniero SA Bazilevskiy del Centro de Diseño Oficina propuso un sistema de propulsión independiente del aire que permitía el funcionamiento del motor tanto en superficie como sumergido, basándose en un ciclo cerrado. Los experimentos en este ciclo de ejecución se llevaron a cabo a bordo de submarinos de la Serie XII M-92 (S-92, R-1).
Otro cambio se produjo en 1937, cuando la Oficina cambió el nombre por Centro de Diseño Oficina N.º 18 (o CDB-18). Y, además, se convirtió en una organización económicamente independiente. Dependiebdo directamente del Departamento Segundo del Jefe del Comisarío del Pueblo de la Industria de Defensa.

### Segunda Guerra Mundial
A comienzos de la Segunda Guerra Mundial, 206 submarinos se construyeron según 19 diferentes diseños CDB-18. Y 54 submarinos más se construyeron en durante la guerra. Durante el asedio de Leningrado el CDB-18 se evacuó de Leningrado a Gorki.

### Guerra Fría

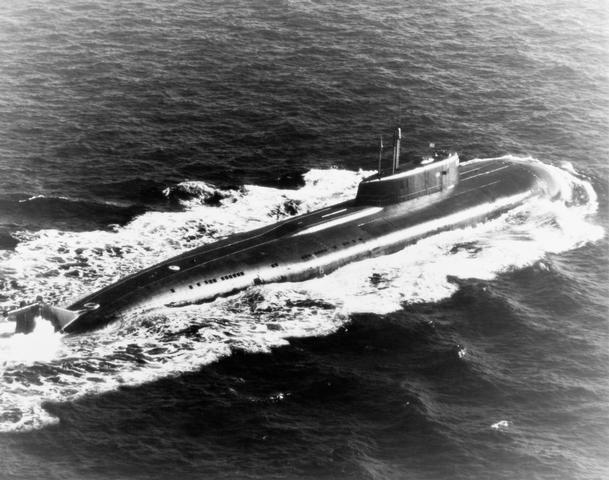
El submarino de propulsión nuclear con misiles de crucero Omsk (K-186), se convirtió en la quinta unidad de la clase Oscar II de la Armada rusa

En 1947 el OKB-18 completó el desarrollo de diseño técnico N.º.613 (llamado según la clasificación de la OTAN clase Whisky) - un submarino torpedero diésel-eléctrico de desplazamiento medio que tuvo en cuenta las experiencias de combate de los soviéticos y alemanes de la Segunda Guerra Mundial. El encargo de la Marina en 1951, 215 unidades construidas según el diseño 613 fue el más grande del mundo. De unos 25 a 30 submarinos fueron construidos en la República Popular de China, y el diseño fue entregado a los técnicos chinos.
P.P. Pustyntsev ( ru: Пустынцев, Павел Петрович ), dirigió la Oficina desde 1951 hasta 1974, creó el diseño del proyecto 641 (clasificación  OTAN: clase Foxtrot), comenzó el desarrollo en 1955. Fue el primer submarino soviético armado con misiles de crucero, diseñados por Vladimir Chelomei. 75 unidades de esta clase se encargaron de la Armada en 1963. El mismo año, el submarino de la clase hotel, que había comenzado a trabajar en 1956 como Proyecto 658, se ha rediseñado para permitir el lanzamiento submarino de misiles balísticos D-4. En 1965 se concedió el Premio Lenin por sus trabajos relacionados con el lanzamiento submarino de misiles balísticos.
En 1963 se desarrolló el diseño técnico 667A (clasificación OTAN: clase Yankee), un submarino de la segunda generación de misiles nucleares. Unirse a la Unión Soviética de la flota en 1967, el submarino 667A proyecto se convirtió en el primer barco de la serie más grande de submarinos con misiles nucleares (34 unidades). Más tarde conocido como "cruceros de misiles nucleares submarinos", mejoras en el Yankee submarinos de la clase se incluyen la instalación de misiles de largo alcance y múltiples ojivas. El éxito de los proyectos de submarinos 667A y 667B (submarino de la clase Delta) sería recompensado con los premios Lenin en 1970 y 1974, respectivamente. La Yankee-basadas en la familia submarino de misiles balísticos comprende: Proyecto 667A Yankee, 667B Proyecto Delta I, Proyecto 667BD Delta II, Proyecto 667BDR Delta III y el Proyecto 667BDRM Delta IV.

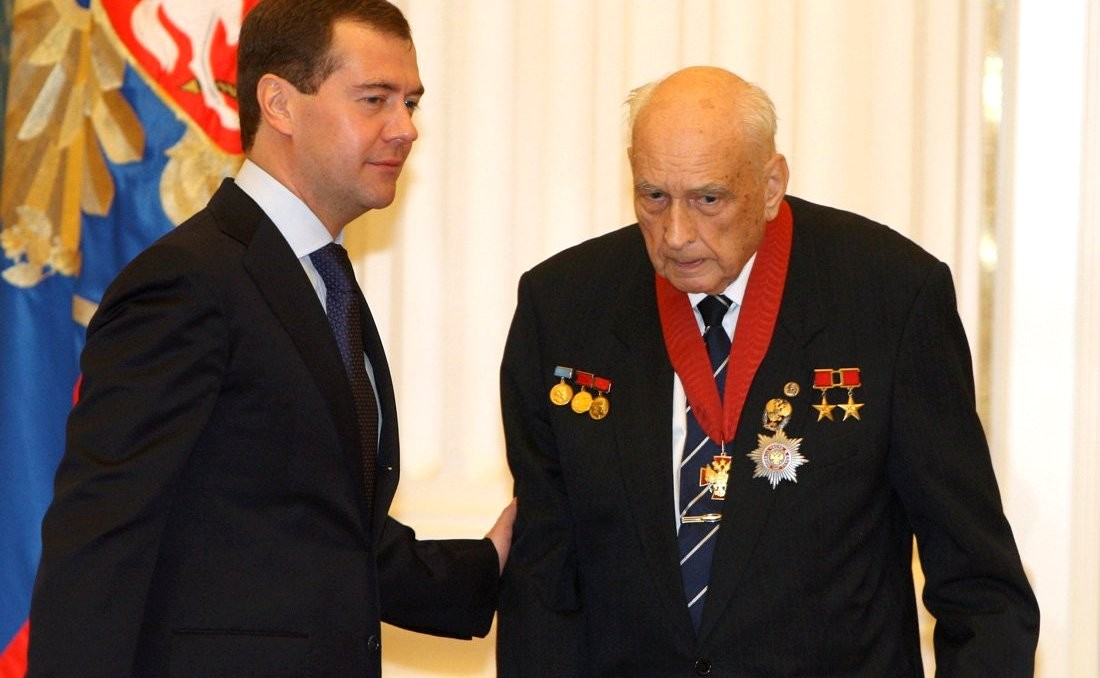
Serguéi Kovalev con Dmitri Medvédev

En 1966 CDB-18 recibió el nombre de Rubin. Empezó a desarrollar en 1971 los submarinos de la clase Oscar, y prosiguió con la clase Typhoon en 1976. En 1974 Igor Spassky sustituyó a Pustyntsev como jefe de la oficina y se mantuvo en el cargo hasta la primera década del siglo XXI.

### Economía de mercado
Desde el advenimiento de la perestroika , Rubin ha seguido produciendo submarinos nucleares, con proyectos como la construcción de la cuarta generación de misiles balísticos Borey clase, también conocida como la clase Dolgoruki, que comenzó en 1996 [1] . Rubin ahora también trabaja con empresas externas (incluyendo Halliburton) en la construcción de las plataformas petrolíferas que ahora se utiliza en perforaciones alrededor de la isla de Sakhalin en el Mar de Ojotsk y en las aguas adyacentes a Corea del Sur.

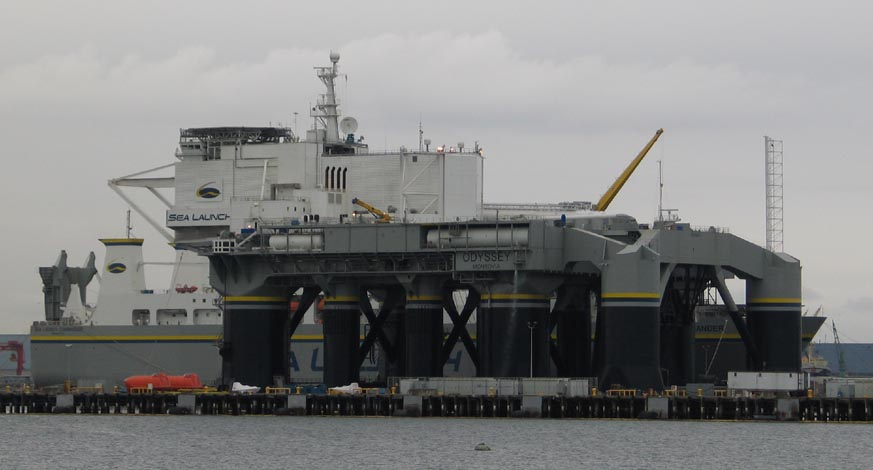
Sea Launch plataforma de lanzamiento de Odyssey Ocean en su puerto base en Long Beach, California

Otro de los proyectos importantes de la compañía en los últimos años es el Sea Launch, una plataforma de lanzamiento de cohetes desde el mar. Con componentes navales producidos por Rubin, Sea Launch utiliza una plataforma flotante especialmente modificado situado en la zona ecuatorial del Océano Pacífico, para realizar lanzamiento de cohetes. Sea Launch es el método más económico inventado para enviar satélites al espacio - casi diez veces más barato que los métodos de la NASA.
Rubin también ha desarrollado proyectos tan exóticos como un buque de carga submarino que puede funcionar todo el año en el océano Ártico y un submarino nuclear de la estación de transferencia de gas para transporte transoceánico por tubería de gas natural.
Otros proyectos recientes incluyen un tren de alta velocidad, ES-250 Sokol, destinados al Ferrocarril Moscú-St. Petersburgo, y el diseño de un tranvía de piso bajo[3] .
En un proyecto conjunto con la empresa italiana de construcción naval Fincantieri, Rubin se está desarrollando un nuevo submarino diésel con propulsión submarina independiente del aire, el S1000, basado en una nueva célula de combustible del sistema de propulsión independiente del aire desarrollado en Italia. Su longitud es de 56,2 metros y su desplazamiento es de 1000 toneladas. Una maqueta se exhibió en Euronaval 2006.

## Submarinos diseñados

### Hasta el final de la Segunda Guerra Mundial
- clase Delfín
- clase Kasatka
- clase Minoga
- clase Akula
- clase Morzh
- clase Vepr
- clase Dekabrist
- clase Leninets
- clase Shchuka.

### Después de la Segunda Guerra Mundial

#### Submarinos diésel-eléctricos
- Proyecto 641  - submarinos de alta mar.
- Proyecto 677 "Lada"  - submarino diésel multiusos de 4.ª generación, mejora de los proyectos 877 y 636.
- Proyecto conjunto con los italianos S1000

#### Submarinos nucleares
- Proyecto 658, NATO Hotel  - el primer SSBN soviético
- Proyecto 659  - el primer SSGN soviético
- Proyecto 667A "navaga", NATO Yankee  - SSBN de la 2.ª generación, 16 misiles R-27
- Proyecto 667B "Moray"  - SSBN de 2.ª generación, 12 misiles R-29
- Proyecto 667BD "Murena-M"  - SSBN de 2.ª generación, 16 misiles P-29D
- Proyecto 667BDR "Kalmar"  - SSBN de 2.ª generación, 16 misiles R-29R
- Proyecto 667BDRM "Dolphin"  - SSBN de 2.ª generación, 16 misiles R-29RM , entonces - F 29RMU2
- Proyecto 675  - SSGN 1.ª generación, el desarrollo del Proyecto 659
- Proyecto 685 , - K-278 "Komsomolets"  tercera generación récord en profundidad de inmersión.
- Proyecto 941 "Akula" NATO Thyphoon  - SSBN de tercera generación, 20 misiles R-39 (complejo D-19 )
- Proyecto 949 "Granito" y 949A "Antey" NATO Oscar  - SSGN de tercera generación, 24 misiles P-700 Granito

## Submarinos hundidos
Submarinos hundidos víctimas de accidentes:
| Numeral táctico | Nombre        | Naufragio  | Naufragio                                                        | Puesta en servicio . |
| Numeral táctico | Nombre        | Fecha      | Lugar                                                            | Puesta en servicio . |
| --------------- | ------------- | ---------- | ---------------------------------------------------------------- | -------------------- |
| K-8             |               | 12/04/1970 | golfo de Vizcaya                                                 | 31/08/1960           |
| K-219           |               | 06/10/1986 | Océano Atlántico (zona de las Bermuda)                           | 08/02/1972           |
| K-278           | "Komsomolets" | 04/07/1989 | Mar de Noruega (73°43′17″ N, 13°15′51″ O)                        | 28/12/1983           |
| K-141           | "Kursk"       | 12/08/2000 | Mar de Barents, a 137 km de Severomorsk (69°40′0″ N, 37°35′0″ E) | 30/12/1994           |